# Босолей, Бобби
Ро́берт Ке́ннет «Бо́бби» Бо́солей (англ. Bobby Beausoleil, род. 6 ноября 1947, Санта-Барбара, Калифорния) — американский убийца, бывший член деструктивной секты, известной как «Семья Мэнсона» или просто «Семья», участники которой под руководством Чарльза Мэнсона в течение пяти недель летом 1969 года совершили девять убийств в четырёх различных местах округа Лос-Анджелес.

## Биография

### Ранние годы
Бобби родился 6 ноября 1947 года в Санта-Барбаре, штат Калифорния, в семье рабочего. Его отец был молочником. В молодости Бобби был непростым подростком. К 15 годам его отправили в школу реформ. После школы реформ он дрейфовал между Сан-Франциско и Лос-Анджелесом. Босолей писал музыку и участвовал в актерской деятельности. Он присоединился к нескольким рок-группам в 1966 году, в том числе «Млечный путь и любовь». В следующем году он познакомился с Кеннетом Энгером и участвовал в фильме Энгера «Восхождение Люцифера». В 1969 году Босолей жил с Гэри Хинманом, в то время Босолей начал общаться с Чарльзом Мэнсоном и вступил в его культ.

### Убийство Гари Хинмана
Как описано в книге «Хелтер Скелтер» прокурора Мэнсона Винсента Буглиози, Гэри Хинман был убит за деньги и имущество. Мэнсон утверждал, что Хинман был обязан Семье. Он также должен был стать первым из серии убийств, совершенных Семьей, чтобы начать «Хелтер Скелтер»- «войну», начало которой Мэнсон проповедовал своей Семье летом 1969 года. Сопровождающими Босолея в ту ночь были Сьюзан Аткинс и Мэри Бруннер, обе из которых впоследствии были вовлечены в другие убийства и преступления.
Более десяти лет спустя, Босолей сказал, что Хинман предоставил ему партию плохого мескалина, который, в свою очередь, Босолей продал банде мотоциклистов Straight Satans. Когда байкеры потребовали вернуть свои деньги, Мэнсон отправил Босолей в резиденцию Хинмана, чтобы получить деньги. Говорят, что Хинман отказался платить, заявив: «У меня нет денег, чтобы дать вам». Босолей позвонил Мэнсону на Ранчо Спана, чтобы сказать ему, что денег не будет. Затем Босолей, Аткинс и Бруннер держали его в плену в его собственном доме, чтобы убедить его вернуть деньги. Когда Мэнсон прибыл, то обрезал часть уха Хинмана саблей. Затем Аткинс и Бруннер сшили его зубной нитью. Затем Мэнсон приказал Босолею убить Хинмана и сказал ему, чтобы оно выглядело так, как будто преступление было совершено черными революционерами, так как он предсказывал своей Семье, что расовая война неизбежна. Босолей убил Хинмана и написал слова «Политическая свинья» на стене в крови Хинмана, пытаясь заставить полицию полагать, что убийство было совершено группой радикалов. После того, как он написал эти слова, Босолей окунул руку в кровь Хинмана и оставил печатную лапу, символизирующую «Черных пантер», чтобы ввести в заблуждение следователей убийства Хинмана. Босолей был впоследствии арестован 6 августа 1969 года после того, как заснул в разбитом Фиате Хинмана рядом с шоссе в Куэста-Сорте, на крутом отрезке маршрута США 101 между Сан-Луис-Обиспо и Атаскадеро.
В двух судебных разбирательствах Босолея об убийстве, защита ничего не говорила об убийстве, являющемся результатом незаконной операции с наркотиками. Его первое откровение об этом произошло в 1981 году, спустя 12 лет после убийств, в интервью, опубликованном в журнале Oui. В этом интервью он также отрицал, что Мэнсон приехал в резиденцию Хинмана во время события, которое привело к убийству, хотя позже он обратил внимание на этот аспект. Это версия, которую Босолей в настоящее время поддерживает как истину. Кроме того, заговорщица Сьюзан Аткинс заявила перед своей смертью, что она никогда не слышала упоминания Босолея, что указывает на то, что причина, по которой они попали в резиденцию Хинмана, имела какое-либо отношение к сделке с наркотиками. За убийство Хинмана он получил пожизненное заключение в Пенитенциарии штата Орегон в городе Сейлем
Бобби также был музыкантом, раньше пробовал свои силы в актёрстве. В тюрьме он женился и продолжил музыкальную карьеру. На его счету музыка к ряду фильмов, сольные альбомы и песни, написанные для других исполнителей.
На основе интервью с Босолеем Труман Капоте написал короткий рассказ (разговорный портрет) Then It All Came Down.